# Ferrovia Bologna-Firenze (alta velocità)
La ferrovia Bologna-Firenze ad alta velocità è una linea ferroviaria di Rete Ferroviaria Italiana che collega la città di Bologna a quella di Firenze ed è dotata degli standard ferroviari dell'Alta Velocità (AV) e dell'Alta Capacità (AC) per la maggior parte del suo percorso. Affianca e rinforza la Direttissima Bologna-Firenze.
La linea è parte dell'"Asse ferroviario 1" della Rete ferroviaria convenzionale trans-europea TEN-T. È gestita dalla stessa Rete Ferroviaria Italiana.
È lunga 91,4 km e si svolge, per 80,5 km, in galleria. In questa linea ferroviaria i treni possono viaggiare fino a 300 km/h.

## Storia

### Contesto
La storia della ferrovia ad alta velocità-alta capacità tra Bologna e Firenze va collocata all'interno della più ampia storia della realizzazione dell'alta velocità ferroviaria in Italia. Dopo la realizzazione della direttissima Roma-Firenze, ultimata solo nel 1992 a 22 anni dall'inizio della sua costruzione, in Italia si diede avvio alla realizzazione dell'attuale sistema alta velocità in essere. Dopo una lunga fase di progettazione e autorizzativa i primi cantieri per la costruzione della linea furono aperti nel 1995. Precisamente, le prime operazioni di scavo furono avviate il 6 dicembre 1995 per la realizzazione del tunnel ispettivo e di accesso nei pressi dell'attraversamento del torrente Idice a pochi chilometri dal confine tra Emilia-Romagna e Toscana (in quello che è ad oggi adibito a via di esodo Osteria). In generale le operazioni di scavo furono realizzate con metodi tradizionali data la complessità della geologia del territorio attraversato (che rende la ferrovia una delle grandi opere infrastrutturali più complesse al Mondo realizzate all'epoca). Alla realizzazione di piccoli tunnel ispettivi e volti all'ingresso dei mezzi (successivamente convertiti in vie di fuga) seguì la realizzazione del corpo centrale. In breve, degli 80,5 km di ferrovia, il 93% corre attraverso 9 gallerie, tra le quali, la galleria Vaglia di 18,560 km ha detenuto dalla sua inaugurazione il record di tunnel più lungo d'Italia.
Le operazioni di collaudo statico delle opere principali di linea, di posa dei binari e i primi test di elettrificazione della linea terminarono nel novembre 2008, dopodiché iniziarono le fasi di collaudo dell'intera opera e i test di velocità.
Il 3 febbraio 2009, durante una delle corse-prova, un treno ETR 500 stabilì il nuovo primato in Italia di un rotabile nazionale raggiungendo la velocità di 362 km/h; venne superato il precedente limite di 355 km/h ottenuto il 1º marzo 2008 dal convoglio ETR 500-Y RFI di RFI S.p.A. nel tratto tra il Posto di Movimento Livraga e il primo bivio Parma Est, nel territorio del Comune di Fontanellato, della linea AV-AC Milano–Bologna segnando nella galleria "Morticine" anche il primato nazionale di velocità in galleria.
Il 24 marzo 2009, alla presenza delle principali autorità, si svolse il viaggio inaugurale della tratta Bologna-Firenze su un Frecciarossa, che da Milano raggiunse Roma in 2 ore e 59 minuti (l'esatta percorrenza commerciale).
Il Consorzio Cavet, contraente generale dei lavori, consegnò l'opera il 30 giugno 2009 (data prevista dal contratto come "termine ultimo sostanziale" dei lavori); il giorno successivo la linea entrò in esercizio ma priva di servizio commerciale. La gestione della linea fu assunta da Rete Ferroviaria Italiana. L'apertura al servizio commerciale avvenne il 4 dicembre dello stesso anno, l'inaugurazione ufficiale il giorno successivo.
L'8 maggio 2012 nell'ambito del progetto del passante ferroviario ad alta velocità sotterraneo di Bologna fu aperto all'esercizio il tronco Bivio Emilia – Bologna Centrale con termine presso il piazzale sotterraneo della stazione bolognese attivato contestualmente.

### Diatribe e processi per le modifiche ambientali e danni presunti dell'ecosistema
I lavori di scavo sotto l'Appennino hanno comportato notevoli modifiche dell'ecosistema locale e, secondo alcuni critici, anche danni ambientali di una certa importanza, in particolare ai torrenti. Il deflusso di falde, torrenti, pozzi e fonti sorgive ha interessato in modo particolare le tre gallerie più lunghe in località Raticosa, Firenzuola e Vaglia. Nel 2013, la Regione Toscana avviò alcuni progetti di recupero del deflusso dei torrenti e delle acque piovane, per il parziale ripristino e risanamento della funzionalità idrogeologica e ambientale compromessa dall'opera.
Nel novembre 2004 da diversi attori fu intentato un processo per "danni ambientali nel Mugello" contro i responsabili delle aziende costruttrici; il processo si concluse a Firenze il 3 marzo 2009 con la formulazione di ventisette condanne, inflitte ai vertici del Consorzio di imprese, a pene variabili da 3 mesi a 5 anni di reclusione e a risarcimenti per oltre 150 milioni di euro. Tra gli imputati, responsabili e dipendenti Cavet, ditte in subappalto, gestori di cave e di discariche, intermediatori per i rifiuti.
Il 27 giugno 2011 la corte d'appello di Firenze assolse il consorzio Cavet e i 27 condannati in primo grado cancellando anche il maxi-risarcimento da 150 milioni di euro.
Il 19 marzo 2013 la sentenza di appello fu annullata dalla Corte di cassazione, dopo il ricorso della Procura di Firenze. Il processo di appello-bis, si concluse il 21 marzo 2014, con la condanna di 19 dei 30 imputati per vari reati tra cui traffico illecito di rifiuti e omessa bonifica. Il 21 aprile 2016 la Corte di Cassazione, IV Sezione penale, annullò senza rinvio le condanne inflitte nel processo di appello.

### Costi
Secondo una valutazione effettuata da Il sole 24 ore, questa linea, a causa del tracciato quasi interamente in galleria, è costata circa 70 milioni di euro al chilometro, per un totale stimato di 5,20 miliardi di euro.

## Caratteristiche
| Unknown route-map component "tCONTg" |

| Unknown route-map component "tBHF" |

| Unknown route-map component "CONTgq" | Unknown route-map component "tKRZ" | Unknown route-map component "CONTfq" |

| Unknown route-map component "CONTgq" | Unknown route-map component "tKRZ" | Unknown route-map component "CONTfq" |

| Continuation backward | Unknown route-map component "tSTR" |  |

| Station on track | Unknown route-map component "tSTR" |  |

| Unknown route-map component "CONTgq" | Unknown route-map component "ABZgr" | Unknown route-map component "tSTR" |  |  |

| Straight track | Unknown route-map component "tSTRe" |  |

| Straight track | Unknown route-map component "tSTRa" |  |

| Unknown route-map component "tSTRa" | Unknown route-map component "tSTR" |  |

| Unknown route-map component "tSTR+GRZq" | Unknown route-map component "tSTR" |  |

|  | Unknown route-map component "tSTRe" | Unknown route-map component "tSTR" |  |  |

| Unknown route-map component "tSTRa" | Unknown route-map component "tSTR" |  |

| Unknown route-map component "tKRWl" | Unknown route-map component "tABZg+r" |  |

| (0+000) |
| 78+487  |

| Unknown route-map component "tSTRe" |

| Unknown route-map component "tSTRa" |

| Unknown route-map component "tSTRe" |

| Unknown route-map component "tSTRa" |

| Unknown route-map component "tSTRe" |

| Non-passenger station/depot on track |

| Unknown route-map component "tSTRa" |

| Unknown route-map component "tSTR+GRZq" |

| Unknown route-map component "tSTRe" |

| Unknown route-map component "tSTRa" |

| Unknown route-map component "tSTRe" |

| Non-passenger station/depot on track |

| Unknown route-map component "tSTRa" |

| Unknown route-map component "tSTRe" |

| Unknown route-map component "tSTRa" |

| Unknown route-map component "tSTRe" |

| Unknown route-map component "tSTRa" |

| Unknown route-map component "tSTRe" |

| Unknown route-map component "tSTRa" |

| Unknown route-map component "tSTRe" |

| Unknown route-map component "tSTRa" |

| Unknown route-map component "tSTRe" |

| Unknown route-map component "CONTgq" | Unknown route-map component "KRZo" | Unknown route-map component "CONTfq" |

| Non-passenger station/depot on track |

| Unknown route-map component "tSTRa" |

| Unknown route-map component "tSTRe" |

| Unknown route-map component "STR+GRZq" |

| Unknown route-map component "CONTgq" | Unknown route-map component "ABZg+r" |  |

| Station on track |

|  | Unknown route-map component "exLKRWl" + Straight track | Unknown route-map component "exLKRW+r" |

| Unknown route-map component "CONTgq" | Junction both to and from right | Unknown route-map component "extSTRa" |

|  | Station on track | Unknown route-map component "extSTR" |

| Unknown route-map component "extSTR+l" | Unknown route-map component "eKRZt" | Unknown route-map component "extSTRr" |

|  | Unknown route-map component "extSTR" | Junction both to and from left | Unknown route-map component "CONTfq" |  |

| Unknown route-map component "extBHF" | Straight track |  |

| Unknown route-map component "extSTRl" | Unknown route-map component "eKRZt" | Unknown route-map component "extCONTfq" |

| End station |

### Armamento ed elettrificazione
La linea ferroviaria è a doppio binario armata con rotaie Vignoles UNI 60 E 1 a scartamento normale (1435 mm) saldate elettricamente, con traverse in cemento armato precompresso da 260 cm del peso di 400 kg, distanziate di 60 cm dotate di attacco elastico Pandrol.
L'intervia tra i binari è di 5 metri.
La linea è elettrificata a corrente alternata alla tensione di 25 kV alla frequenza di 50 hertz, tra la stazione di Bologna San Ruffillo e quella di Firenze Castello. Le tratte di avvicinamento terminali e le interconnessioni sono alimentate a corrente continua a 3 000 V.

### Esercizio
La circolazione sulla linea è regolata dal Dirigente Centrale Operativo sedente a Bologna Centrale.
Il sistema di comando e controllo (SCC) è attivo tra Bologna San Ruffillo e Firenze Castello.

### Sicurezza e segnalamento
La circolazione dei treni e la sicurezza della circolazione sono assicurate dalla tecnologia ERTMS/ETCS di "Livello 2".

### Percorso
Note
- Della galleria Interconnessione sono indicate le progressive chilometriche dell'imbocco e dello sbocco del suo binario dispari. Quelle del binario pari sono rispettivamente 4+803 e 0+000.
- Da Bologna a Firenze si incontrano inoltre sei viadotti.

#### La galleria più lunga d'Italia
Sulla linea si trova la galleria di Vaglia, lunga 18713 m, che all'atto della sua apertura è diventata la più lunga galleria ferroviaria italiana, superando la grande galleria dell'Appennino, la quale, con i suoi 18507 m, deteneva il primato dal lontano 1934, ed è posta sull'altra linea ferroviaria che collega direttamente Bologna e Firenze, la Direttissima. 
La galleria di Vaglia occupa il quindicesimo posto nella lista delle gallerie più lunghe del mondo, mentre per quanto riguarda i tunnel italiani è destinata a perdere il primato in favore della galleria di valico del terzo valico dei Giovi, lunga circa 27 km, attualmente in costruzione e che si prevede di inaugurare entro il 2027.